# Chrysotimus sugonjaevi
Chrysotimus sugonjaevi är en tvåvingeart som beskrevs av Negrobov 1978. Chrysotimus sugonjaevi ingår i släktet Chrysotimus och familjen styltflugor.
Artens utbredningsområde är Tadzjikistan. Inga underarter finns listade i Catalogue of Life.